# 仄罗斯里
仄罗斯里·仄末（1951年7月16日—），马来西亚政治人物，伊斯兰党党员。曾经于2008年至2018年担任雪兰莪州乌鲁冷岳国会议员 。